# Pyriculariose
La pyriculariose est une maladie fongique du riz qui atteint les  organes aériens  (feuilles, tiges et panicules), causée par un champignon ascomycète, Pyricularia oryzae (synonyme Magnaporthe oryzae).

## Symptômes et dégâts

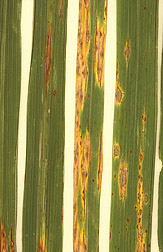
Lésions sur des feuilles de riz atteintes de pyriculariose

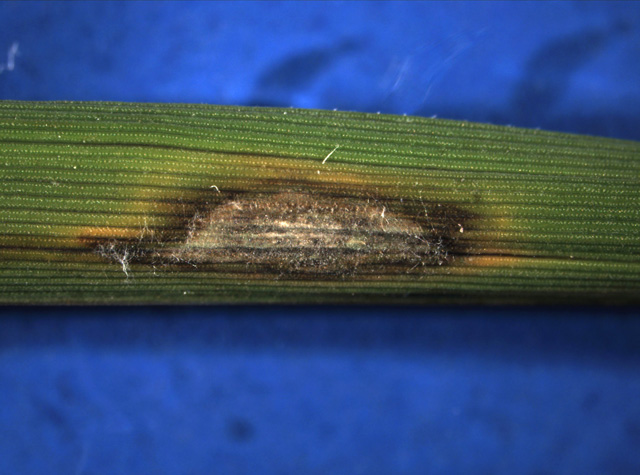
Lésion typique en forme d'œil sur un plant de riz américain atteint de pyriculariose, inoculé par Magnaporthe oryzae.

Les symptômes foliaires débutent par l’apparition de lésions blanchâtres qui évoluent vers des lésions
nécrotiques en forme de losange dont le centre est grisâtre et les bords bruns. Dans le cas d’attaques sévères sur des individus très sensibles, les lésions peuvent fusionner et provoquer la mort de la feuille. Ces lésions entraînent la diminution de l’activité photosynthétique des feuilles, ce qui a pour conséquence une baisse du tallage, de la hauteur des plantes, puis finalement du nombre de grains et de leur poids, et donc conduit à une baisse importante du rendement,,. Les nœuds, la tige, les semences et la panicule peuvent également être attaqués. Cette dernière forme de la maladie est la plus dommageable pour les cultures car elle empêche le remplissage des grains, ce qui a des conséquences directes sur le rendement, mais aussi sur la qualité de la récolte.
La pyriculariose du riz est présente dans toutes les zones où cette plante est cultivée. Cette maladie peut être particulièrement destructrice dans certaines conditions. Une culture en situation irriguée avec de forts intrants azotés est notamment favorable à son développement,. Les riz en culture pluviale sont particulièrement sensibles à la maladie. En revanche, les riz irrigués en conditions tempérées et les riz cultivés en altitude sont moins sujets à cette maladie. Les pertes de rendement provoquées par la pyriculariose sont très variables en fonction des agrosystèmes. Elles peuvent atteindre 100 % dans certaines conditions environnementales et pratiques culturales.

## Biologie deMagnaporthe oryzae
L’agent responsable de la pyriculariose est un champignon filamenteux ascomycète de type pyrénomycète. C’est sous sa forme asexuée (Pyricularia oryzae Cavara) qu’il a été décrit pour la première fois en 1891. La forme sexuée est appelée Magnaporthe oryzae. Elle a été obtenue pour la première fois au laboratoire en croisant deux isolats de Pyricularia grisea pathogènes de Digitaria sanguinalis. Les espèces du genre Magnaporthe sont capables de provoquer des lésions sur au moins 65 espèces de 33 genres de monocotylédones différents.
Ce champignon présente un mycélium constitué de filaments cloisonnés dont les articles possèdent un seul noyau haploïde. Ce mycélium peut produire des conidiophores portant des bouquets de conidies, les organes de multiplication asexuée du champignon. Lorsque ces conidies sont libérées, elles peuvent se fixer sur des surfaces hydrophobes (dans la nature, des cuticules de feuilles) grâce à un mucilage glycoprotéique adhésif.
Dans les conditions environnementales favorables, la spore produit un tube germinatif qui arrête rapidement sa croissance (2h) pour se différencier en une cellule spécialisée dans la pénétration, l’appressorium (6h). Commence alors une phase de maturation (8h) durant laquelle l’appressorium est rendu imperméable aux solutés tout en restant perméable à l’eau grâce à la mélanisation de sa paroi ; le cytosquelette quant à lui se réorganise. La pénétration mécanique directement à travers la cuticule et la paroi des cellules végétales (8-12 h) est réalisée par la formation d’un hyphe de pénétration et grâce à la forte pression osmotique développée dans l’appressorium. Le champignon colonise ensuite rapidement les tissus végétaux dans une phase de biotrophie en différenciant des hyphes secondaires globuleux qui semblent passer d’une cellule à l’autre par les plasmodesmes. La phase de nécrotrophie ne débute que quelques jours plus tard, concomitante avec l’apparition des premières lésions (5 jours). Le maximum de sporulation (2 000 à 6 000 spores par lésion et par jour) est atteint 7 à 10 jours après le début de l’infection, mais les lésions continuent de produire des spores pendant au moins 15 jours. Les spores sont dispersées par la pluie et le vent, en majorité sur des distances inférieures à 3 mètres,. Un cycle infectieux foliaire peut être réalisé en moins de 7 jours dans les conditions les plus favorables.

## Taxonomie/Phylogénie
La taxonomie des genres Magnaporthe et Pyricularia a été révisée récemment et a conduit à préconiser d'utiliser Pyricularia oryzae pour l'espèce pathogène du riz.
La phylogénie au sein de l'espèce Pyricularia oryzae a aussi été clarifiée par des études de génomique. L'existence de différentes lignées spécifiques d'hôtes différents a été confirmée par ces études.

## Lutte contre la pyriculariose
Du fait du coût élevé des traitements, la lutte chimique contre M. oryzae n’est rentable que dans les zones de production où le riz est cultivé sur de grandes surfaces (Amérique du Nord et du Sud) et dans les pays où cette céréale présente une forte valeur ajoutée (Japon, Corée du Sud, Chine). Le marché des fongicides sur le riz, représentait en 2001, 10 % du marché mondial (600 millions US$ sur 6 000 millions US$), dont la moitié concernait uniquement le marché japonais. Les fongicides les plus utilisés sont des inhibiteurs de la voie de biosynthèse de la mélanine tels que le carpropamide et le tricyclazole qui rendent les appressoria non fonctionnels. Malgré, l’utilisation intensive de ces produits depuis 20 ans l’apparition de souches résistantes reste rare. Au Japon, une alternative utilisée est l’induction des défenses du riz par l’application de probénazole qui possède une activité élicitrice.
Les effets de diverses pratiques culturales sur la sensibilité du riz à la pyriculariose sont décrits dans la littérature. Cependant, les mécanismes qui induisent cette variation de la sensibilité demeurent mal connus. De nombreuses études ont montré que la sensibilité du riz à M. oryzae est augmentée lors d’apports de fortes doses d’azote, de phosphore et diminuée avec l’apport de silice. La sensibilité du riz à la pyriculariose augmente lorsque les plantes sont soumises à des déficits hydriques. Une adaptation de la date de semis en fonction des périodes défavorables au développement de la maladie permet de limiter l’influence de la pyriculariose. Enfin, l’enfouissement ou la destruction des pailles peuvent se révéler importants pour détruire l’inoculum primaire dans les zones où une conservation est possible dans les débris de récolte.
L’utilisation de cultivars résistants s’est présentée comme une alternative efficace dès 1904. Les premiers programmes d’amélioration de la résistance variétale furent initiés au Japon. La sélection a d’abord été basée sur le choix de lignées ayant un niveau de résistance modéré. Sans posséder une résistance totale, ces lignées réduisent les pertes. Les mutations de Magnaporthe grisea font cependant que des lignées capables d'affecter les variétés de riz résistantes sont rapidement sélectionnées.
Cependant, avec l’augmentation de l’emploi de fertilisants azotés, ces résistances partielles ont été jugées insuffisantes. Dans le cadre de la révolution verte, des programmes de sélection basés sur l’introgression de gènes de résistance découverts dans des cultivars étrangers ont permis d’aboutir à des variétés présentant une résistance totale à M. oryzae. Depuis, de nombreux gènes de résistance du riz à la pyriculariose ont été recherchés dans différentes variétés. Parallèlement, plusieurs gènes d’avirulence ont été caractérisés et clonés, non seulement chez M. oryzae mais également chez d’autres agents pathogènes fongiques.
De nombreux gènes de résistance à la pyriculariose ont déjà été caractérisés et cartographiés, mais seulement sept d’entre eux ont été clonés. De même, seulement cinq gènes d’avirulence de M. oryzae ont été clonés dont un seul correspond à un gène de résistance cloné (Pita). La connaissance moléculaire des interactions gène pour gène est donc limitée. En conditions naturelles, des souches virulentes apparaissent régulièrement, 2 à 6 ans après l’introduction des cultivars résistants. C’est pourquoi différentes stratégies permettant d’obtenir des résistances durables ont été proposées comme l’accumulation de gènes de résistance spécifiques ou encore l’accumulation de résistances partielles contrôlées par des QTL, voire l’accumulation des deux types de résistance. D’autres stratégies préconisent l’emploi de mélanges variétaux résistants et sensibles et la prise en compte des populations de l’agent pathogène. Plus de 300 QTL de résistance à la pyriculariose ont été identifiés. Comment expliquer les faillites toujours nombreuses de la résistance ? Les populations de l’agent pathogène pourraient avoir une évolution trop rapide par rapport à la mise en place de nouvelles résistances par les sélectionneurs. De plus, les dispositifs d’évaluation de la résistance à la pyriculariose ne permettent pas toujours de détecter de manière précoce le contournement de la résistance. Enfin, la mauvaise connaissance de la génétique de la résistance est un facteur majeur de l’échec du déploiement de certaines variétés supposées résistantes.